# Awaris
Awaris (egip. Hut-uret) – starożytne miasto w północno-wschodniej części delty Nilu, stolica Hyksosów, władców starożytnego Egiptu z XV i XVI dynastii. Obecnie na miejscu tego miasta leży miasto Tell el-Dabaa.
| O7 | X1 · O1 | D56 | X1 · O49 |

W Tell el-Dabaa odkryto ruiny budowli pokrytych reliefami z przedstawieniami króla oraz napisami hieroglificznymi oraz fresków w stylu późnominojskim, które zdobiły ściany pałacu. W Awaris znajdowała się świątynia Seta, boga opiekuńczego dynastii hyksoskiej.
Około roku 1670 p.n.e. pod względem populacji Awaris wyprzedziło Babilon i było największym miastem świata (dane szacunkowe).
Miasto zostało zdobyte przez Egipcjan za panowania faraona Ahmose I (a więc przed rokiem 1525 p.n.e.), który wygnał Hyksosów z Egiptu.